# 敖汉旗博物馆
敖汉旗博物馆，也称赤峰市敖汉旗博物馆、敖汉旗史前博物馆、敖汉史前文化博物馆，是一家位于中華人民共和国内蒙古自治区敖汉旗新惠镇中心区惠文广场北侧的历史博物馆，为国家三级博物馆，成立于1984年10月，免费开放。敖汉旗博物馆馆藏文物逾5000件，其中国家一级文物112件。敖汉旗内分布有小河西文化、兴隆洼文化、赵宝沟文化、小河沿文化遗址，还有多座辽代壁画墓。这些遗址和墓葬出土的文物是博物馆的特色藏品。

## 历史
1984年10月，敖汉旗博物馆自敖汉旗文化馆分出，正式成立。起初，博物馆的馆址位于新惠镇北侧石羊石虎山公园东侧，临近石羊石虎山、孟克河、公园、烈士塔。2001年秋，敖汉旗博物馆新馆开工。2003年，新馆竣工，博物馆搬迁至新惠街中心区惠文广场北侧，成为广场的标志性建筑。敖汉旗博物馆新馆设计面积4000平方米，建筑面积在内蒙古自治区县级博物馆中位居前列。2005年4月24日，搬迁新址的敖汉旗博物馆开馆。

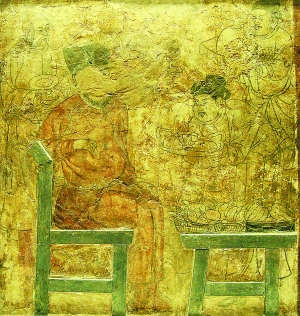
《西瓜图》，内蒙古自治区敖汉旗羊山一号辽墓壁画，敖汉旗博物馆藏

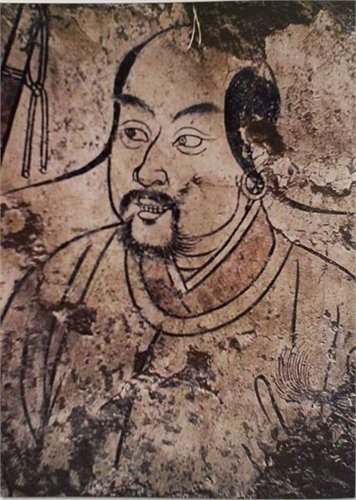
《契丹人引马图》（局部），内蒙古自治区敖汉旗南塔子乡北三家1号墓墓道西壁壁画，敖汉旗博物馆藏

## 馆藏
敖汉旗博物馆馆藏文物在5000件以上，其中国家一级文物112件，国家二级文物、国家三级文物共600件左右。敖汉旗内古遗址众多，敖汉旗博物馆也因此获得了丰富的史前文物藏品。敖汉旗博物馆十年间清理了八座辽代壁画墓，揭取壁画八十余幅。部分壁画在“画笔下的大辽风情”常设展展出。壁画藏品包括《马球图》《西瓜图》《备猎图》《出行图》等，其中《西瓜图》是中国古代最早描绘吃西瓜场景的作品。敖汉旗博物馆的主要藏品还有兴隆洼遗址玉器、红山文化石雕带冠神像、“中华祖神”红陶磨光人像、胡人乐舞纹玉带垮、北宋瓷钵等。

## 展览
敖汉旗博物馆目前设四个常设展览：“辽河源的文明曙光”史前文物展、“画笔下的大辽风情”辽墓壁画专题展、“八千年原始聚落”兴隆洼人生活场景复原、“马背上的帝国风云”辽金元文物精品展。展出的文物有600件。